# Brachymeniopsis gymnostoma
Brachymeniopsis gymnostoma är en bladmossart som beskrevs av Brotherus 1929. Brachymeniopsis gymnostoma ingår i släktet Brachymeniopsis och familjen Funariaceae. Inga underarter finns listade i Catalogue of Life.